# Richard zu Sayn-Wittgenstein-Berleburg
Richard Casimir Karl August Robert Konstantin Prinz zu Sayn-Wittgenstein-Berleburg (Gießen, 29 oktober 1934 – Bad Berleburg, 13 maart 2017) was de zesde vorst en het hoofd van het huis Sayn-Wittgenstein-Berleburg.

## Biografie
Sayn-Wittgenstein-Berleburg was de zoon van Gustav Albrecht zu Sayn-Wittgenstein-Berleburg (1907-1944) en de Zweedse Margareta Fouche d'Otrante (1909-2005). Tijdens het huwelijksfeest van zijn zuster Tatiana met Maurits van Hessen leerden de Nederlandse kroonprinses Beatrix en Claus van Amsberg elkaar kennen. Om de pers te misleiden werd lange tijd de suggestie in de lucht gehouden dat niet Claus, maar Richard zu Sayn-Wittgenstein zelf de aanstaande verloofde van de Nederlandse prinses was. 
Sayn-Wittgenstein-Berleburg leerde op zijn beurt op het huwelijk van Beatrix en Claus zijn toekomstige vrouw kennen. Op 3 februari 1968 trouwde hij met de Deense prinses Benedikte.
Het paar kreeg drie kinderen onder wie het huidige hoofd van het geslacht Gustav (1969) en Nathalie (1975).
Sayn-Wittgenstein-Berleburg was volgens familietraditie de 6e vorst zu Sayn-Wittgenstein-Berleburg, maar voerde de naam Prinz Sayn-Wittgenstein-Berleburg, net als zijn zoon doet.
Sayn-Wittgenstein-Berleburg en zijn vrouw woonden op het familieslot in het Duitse Bad Berleburg.